# 2014年香港通用郵票

2014年香港通用郵票（原版）

2014年香港通用郵票（2018年發行的3種新面額郵票）

2014年香港通用郵票（英語：2014 Hong Kong Definitive Stamps）是香港郵政於主權移交後後發行的第四套通用郵票，於2014年7月24日發行。
這套郵票以香港地質公園為主題，共有16種不同的面額，每種面額以香港地質公園中不同的景點代表。此外，2018年1月1日因應郵資調整而發行了同一主題的3種新面額郵票（下表中有＊者）。
這套郵票為主權移交後至今使用期最長的通用郵票系列，直至於2025年3月被2025年香港通用郵票取代。
| 面額（港元） | 郵票使用的圖案 | 面額（港元） | 郵票使用的圖案 |
| ------------ | -------------- | ------------ | -------------- |
| 0.1元        | 北果洲         | 0.2元        | 火石洲         |
| 0.5元        | 大浪灣         | 1元          | 破邊洲         |
| 1.7元        | 萬宜水庫東壩   | 2元          | 赤洲           |
| 2.2元        | 黃竹角咀       | 2.3元        | 新娘潭         |
| 2.6元＊      | 馬屎洲         | 2.9元        | 難過水         |
| 3.1元        | 龍落水         | 3.4元＊      | 印洲           |
| 3.7元        | 更樓石         | 4.9元＊      | 花山           |
| 5元          | 鴨洲           | 10元         | 橋咀洲         |
| 15.5元       | 糧船灣         | 20元         | 荔枝莊         |
| 50元         | 白沙頭咀       |              |                |